# 巴特苏德罗德
巴特苏德罗德（德語：Bad Suderode，發音：[baːt zuːdəˈʁoːdə]）是德国萨克森-安哈尔特州哈茨县曾经的一个市镇，面积8.21平方千米，人口为人。2014年1月1日，巴特苏德罗德与市镇盖恩罗德并入市镇奎德林堡。